# William Milovanovic
William Milovanovic (Göteborg, 6 maggio 2002) è un calciatore svedese, centrocampista del GAIS.

## Carriera
Milovanovic è cresciuto a Biskopsgården sull'isola di Hisingen, facente parte del territorio del comune di Göteborg.
Ha iniziato a giocare a calcio nell'IF Warta, passando poi all'Eriksbergs IF e, successivamente, all'età di dodici anni, all'Häcken. Dopo essersi allenato con la prima squadra a soli sedici anni, ha firmato il suo primo contratto da professionista a diciotto anni, nel novembre 2020, con un accordo valido fino alla stagione 2022.
Il 27 febbraio 2021 Milovanovic ha debuttato in una competizione ufficiale nella vittoria per 3-0 contro l'IK Gauthiod valida per la fase a gironi della Coppa di Svezia 2020-2021. Il successivo 12 maggio ha esordito in Allsvenskan nella gara casalinga contro l'Örebro, mentre il 22 luglio dello stesso anno ha disputato la sua prima gara nelle coppe europee in occasione della trasferta di UEFA Europa Conference League sul campo degli scozzesi dell'Aberdeen.
Per trovare maggiore spazio e minutaggio, il 2 agosto 2021, sul finire del girone di andata, è sceso nella seconda serie nazionale con il prestito al Norrby, la seconda squadra della cittadina di Borås. Milovanovic ha terminato il torneo con tredici presenze all'attivo, di cui due da titolare.
È rimasto in seconda serie anche per l'intera stagione 2022 con il prestito all'Utsiktens BK, tornando così a giocare nella sua città natale. Qui si è imposto nell'undici titolare del tecnico Bosko Orovic, con 25 presenze da titolare e una sola subentrando dalla panchina. Il club ha chiuso la Superettan 2022 all'undicesimo posto, centrando la salvezza diretta.
Terminato il suo contratto con l'Häcken, nel gennaio 2023 Milovanovic è stato ingaggiato dai vice campioni di Slovenia del Koper con un contratto annuale. Questa parentesi tuttavia non si è rivelata particolarmente fortunata, visto che in sei mesi ha totalizzato solo cinque presenze ufficiali con 139 minuti complessivi in campo. In estate ha quindi lasciato la formazione slovena per tornare a giocare nel suo precedente club, l'Utsiktens BK, con un accordo della durata di un anno e mezzo. Di lì a fine anno ha segnato tre reti in undici presenze, contribuendo al raggiungimento del terzo posto nella Superettan 2023 che ha permesso al club di disputare gli spareggi per salire in Allsvenskan, poi persi contro il Brommapojkarna.
In vista della stagione 2024 è stato acquistato dal GAIS, altra squadra con sede a Göteborg, che si apprestava a disputare la Allsvenskan da neopromossa a dodici anni dall'ultima partecipazione. Il giocatore ha firmato un contratto quadriennale. Il suo primo anno in maglia neroverde si è concluso con due reti e tre assist in 25 presenze (di cui 21 da titolare), aiutando la squadra a concludere l'Allsvenskan 2024 ad un inaspettato sesto posto.